# نهائي كأس إفريقيا للأندية البطلة 1977
نهائي كأس أفريقيا للأندية البطلة 1977 هي النسخة 13 من دوري أبطال أفريقيا .
توج هافيا كوناكرى الغيني بالكأس للمرة الثالثة في تاريخه على حساب هارتس أوف أوك الغاني .

## الفرق
- هافيا كوناكري ( غينيا)
- هآرتس أوف أوك ( غانا)

## النهائي

### الذهاب
| هآرتس أوف أوك | 0 - 1 | هافيا كوناكري |
| ------------- | ----- | ------------- |
|               | تقرير |               |

### الإياب
| هافيا كوناكري | 3 - 2 | هآرتس أوف أوك |
| ------------- | ----- | ------------- |
|               | تقرير |               |